# Bidessus leveri
Bidessus leveri är en skalbaggsart som beskrevs av J. Balfour-browne 1944. Bidessus leveri ingår i släktet Bidessus och familjen dykare. Inga underarter finns listade i Catalogue of Life.